# كريستيان كيرك
كريستيان كيرك (بالدنماركية: Kristian Kirk)‏ (30 يوليو 1986 بالدنمارك - ) هو مدرب كرة قدم ولاعب كرة قدم دانمركي في مركز حراسة المرمى. لعب مع نادي فيبورج وJetsmark IF ‏ وNæsby Boldklub ‏ وThisted FC ‏.

## وصلات خارجية
- كريستيان كيرك على موقع قاعدة بيانات كرة القدم.إي يو (الإنجليزية)